# Wilf O'Reilly
Wilfred John "Wilf" O'Reilly (Birmingham, 22 augustus 1964) is een Brits voormalig shorttracker.

## Carrière
Bij het shorttrack op de Olympische Winterspelen 1988 werd Wilf O'Reilly eerste op zowel de 500 als de 1000 meter. Shorttrack was echter een demonstratiesport en O'Reilly mocht zich dus geen olympisch kampioen noemen. Toen shorttrack intussen wel een officiële olympische sport was, had hij minder succes. Bij het shorttrack op de Olympische Winterspelen 1992 werd hij nog vijfde op de enige individuele afstand, de 1000 meter, maar bij toen hij Groot-Brittannië op de Olympische Winterspelen 1994 vertegenwoordigde eindigde hij in de achterhoede.
Tussendoor had O'Reilly wel succes gekend op het wereldkampioenschap shorttrack. Op het toernooi van 1990 in Amsterdam won hij de zilveren medaille, een jaar later in Sydney werd hij de individuele wereldkampioen.
Na zijn carrière werd O'Reilly coach van de Nederlandse shorttrackselectie, commentator van olympische shorttrackwedstrijden op de BBC en bestuurder bij de Internationale Schaatsunie (ISU).
1976: Alan Rattray · 
1977: Gaétan Boucher · 
1978: James Lynch · 
1979: Hiroshi Toda · 
1980: Gaétan Boucher · 
1981: Benoît Baril · 
1982: Guy Daignault · 
1983: Louis Grenier · 
1984: Guy Daignault · 
1985: Toshinobu Kawai · 
1986: Tatsuyoshi Ishihara · 
1987: Toshinobu Kawai/Michel Daignault · 
1988: Peter van der Velde · 
1989: Michel Daignault · 
1990: Lee Joon-ho · 
1991: Wilf O'Reilly · 
1992: Kim Ki-hoon · 
1993: Marc Gagnon · 
1994: Marc Gagnon · 
1995: Chae Ji-hoon · 
1996: Marc Gagnon · 
1997: Kim Dong-sung · 
1998: Marc Gagnon · 
1999: Li JiaJun · 
2000: Min Ryoung · 
2001: Li JiaJun · 
2002: Kim Dong-sung · 
2003: Ahn Hyun-soo · 
2004: Ahn Hyun-soo · 
2005: Ahn Hyun-soo · 
2006: Ahn Hyun-soo · 
2007: Ahn Hyun-soo · 
2008: Apolo Anton Ohno · 
2009: Lee Ho-suk · 
2010: Lee Ho-suk · 
2011: Noh Jin-kyu · 
2012: Kwak Yoon-gy · 
2013: Sin Da-woon · 
2014: Viktor An · 
2015: Sjinkie Knegt · 
2016: Han Tianyu · 
2017: Seo Yi-ra · 
2018: Charles Hamelin · 
2019: Lim Hyo-jun · 
2021: Shaoang Liu ·
2022: Shaoang Liu